# Hamlet (Carolina del Norte)
Hamlet es una ciudad ubicada en el condado de Richmond en el estado estadounidense de Carolina del Norte. La localidad en el año 2000, tenía una población de 6.018 habitantes en una superficie de 13,3 km², con una densidad poblacional de 460,4 personas por km².

## Geografía
Hamlet se encuentra ubicada en las coordenadas 34°53′17″N 79°42′22″O / 34.88806, -79.70611. Según la Oficina del Censo, la localidad tiene un área total de 13,3 km² (5,1 mi²), de la cual 13,1 km² (5,1 mi²) es tierra y 0,2 km² (0,1 mi²) (1.75%) es agua.

### Localidades adyacentes
El siguiente diagrama muestra a las localidades en un radio de 24 kilómetros (14,9 mi) de Hamlet.

## Demografía
En el 2000 la renta per cápita promedia del hogar era de $29.013, y el ingreso promedio para una familia era de $36.234. El ingreso per cápita para la localidad era de $14.764. En 2000 los hombres tenían un ingreso per cápita de $28.958 contra $23.397 para las mujeres. Alrededor del 22.20% de la población estaba bajo el umbral de pobreza nacional.